# João Goulart
João Belchior Marques Goulart (IPA: [ˈʒwɐ̃w ˈbɛwkjɔʁ ˈmaʁkiʒ ɡuːˈlaʁ]) (São Borja, 1º marzo 1918 o 1919 – Mercedes, 6 dicembre 1976) è stato un avvocato e politico brasiliano trabalhista, presidente del Brasile dal 7 settembre 1961 al 1º aprile 1964.

## Biografia
Nato a Iguariaçá, oggi territorio del comune di São Borja, Rio Grande do Sul, proveniva da una famiglia di ricchi proprietari terrieri di origini fiamminghe e portoghesi. Era il primo di otto fratelli, fra cui cinque sorelle (Eufrides, Maria, Iolanda, Cila e Neusa, moglie di Leonel Brizola) e due fratelli (Rivadávia e Ivan, il primo morto a sei mesi e il secondo a 33 anni di leucemia). Rimasto orfano di padre nel 1943, si fece carico della famiglia, ma nel 1945 decise di entrare in politica seguendo l'amico di famiglia Getúlio Vargas, di cui divenne erede politico. Fu anche continuatore della politica di Juscelino Kubitschek, e fu vicepresidente della Repubblica con Jânio Quadros (1961), quindi presidente dall'8 settembre 1961 in seguito alle sue dimissioni.
Per aggirare il veto al suo insediamento posto dai ministri militari (il generale Odílio Denys, l'ammiraglio Sílvio Heck e il brigadiere Gabriel Grün Moss) e ottenere il riconoscimento del Congresso Nazionale, dovette accettare una modifica costituzionale che affidava il potere esecutivo a un Consiglio dei ministri di nomina presidenziale ma responsabile davanti al Congresso. Il primo gabinetto fu presieduto da Tancredo Neves, ma la crisi economica e politica, che portò alla costituzione di tre governi nel giro di due anni e mezzo, permise al presidente Goulart di indire un plebiscito che restaurò il presidenzialismo nel 1963.
Per salvare l'economia dall'inflazione galoppante (80% d'inflazione annua nel 1963), il ministro moderato della pianificazione, Celso Furtado, decise di attuare una riforma agraria e di nazionalizzare le compagnie petrolifere, ma i suoi progetti furono vanificati da un golpe militare guidato dal maresciallo Humberto de Alencar Castelo Branco, appoggiato dagli Stati Uniti, il 31 marzo 1964, che accusò Goulart di essere «al servizio del comunismo internazionale». Morì a Mercedes, in Argentina, ufficialmente di attacco cardiaco, il 6 dicembre del 1976, alcuni mesi dopo il golpe militare del generale anticomunista Jorge Rafael Videla.
Nel 2004, molti documenti sono stati declassificati e messi online presso il National Security Archive, indicando il coinvolgimento di Lyndon Johnson, Robert McNamara, Lincoln Gordon (ambasciatore degli Stati Uniti in Brasile) e altri nel golpe. Nel 2005, il libro di Stansfield Turner ha descritto il coinvolgimento del presidente della ITT Corporation Harold Geneen e del direttore della CIA John McCone. Il procuratore generale Robert F. Kennedy era infastidito dal fatto che Goulart permettesse ai "comunisti" di ricoprire incarichi nelle agenzie governative. Anche il presidente degli Stati Uniti Lyndon Johnson e il suo segretario alla difesa Robert S. McNamara erano preoccupati. Kennedy, che aveva pianificato il colpo di Stato quando suo fratello John era presidente, in un nastro della Casa Bianca ha definito Goulart un politico "scaltro".
Il presidente della ITT, Harold Geneen, era amico del direttore della CIA John McCone. Tra il 1961 e il 1964, la CIA ha condotto operazioni psicologiche contro Goulart, ha effettuato assassinii di personaggi, ha versato denaro ai gruppi di opposizione e ha chiesto l'aiuto dell'Agenzia degli Stati Uniti per lo Sviluppo Internazionale (USAID). È stato anche riconosciuto che l'amministrazione Kennedy ha avuto la mente del colpo di Stato e che il presidente Johnson ha ereditato i piani del colpo di Stato. Il presidente degli Stati Uniti John F. Kennedy aveva discusso le opzioni su come trattare con Goulart con Gordon e il suo principale consigliere per l'America Latina Richard N. Goodwin nel luglio 1962 e aveva stabilito nel dicembre 1962 che il colpo di Stato era necessario per promuovere gli interessi degli Stati Uniti.

### Ipotesi sul decesso
Esistono sospetti fra i familiari e i politici sul fatto che Goulart sia stato assassinato da agenti occulti contestualmente all'operazione Condor. Al momento del decesso, però, non venne eseguita l'autopsia per volontà espressa della famiglia.
Il 27 gennaio del 2008, il quotidiano Folha de S. Paulo ha pubblicato una relazione dell'agente uruguaiano Mario Neira Barreiro, in cui dichiarò che Goulart fosse stato vittima d'avvelenamento per ordine di Sérgio Paranhos Fleury, agente del Departamento de Ordem Política e Social dell'allora dittatura militare brasiliana. L'ordine sarebbe poi partito su iniziativa dall'allora presidente Ernesto Geisel (1907-1996).
Nel maggio del 2013, la Comissão Nacional da Verdade, istituita al crollo della dittatura dall'allora governo democratico per indagare sui vari crimini e fiancheggiatori della giunta militare, ha stabilito che il corpo potesse essere riesumato per le classiche indagini post-mortem. La riesumazione, eseguita il 7 novembre del 2013, durò ben 18 ore.

## Altre immagini

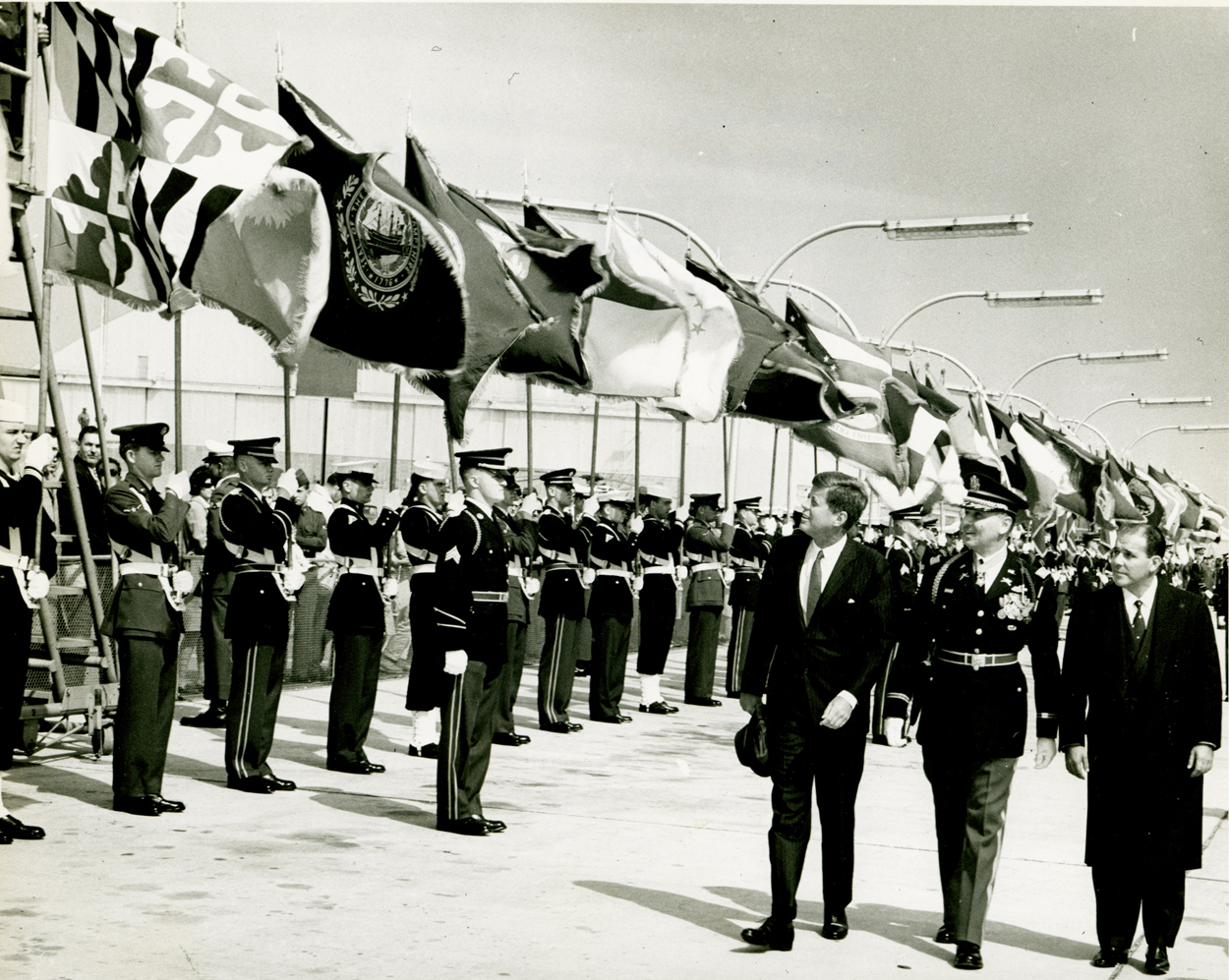
Goulart e John Kennedy nel 1962
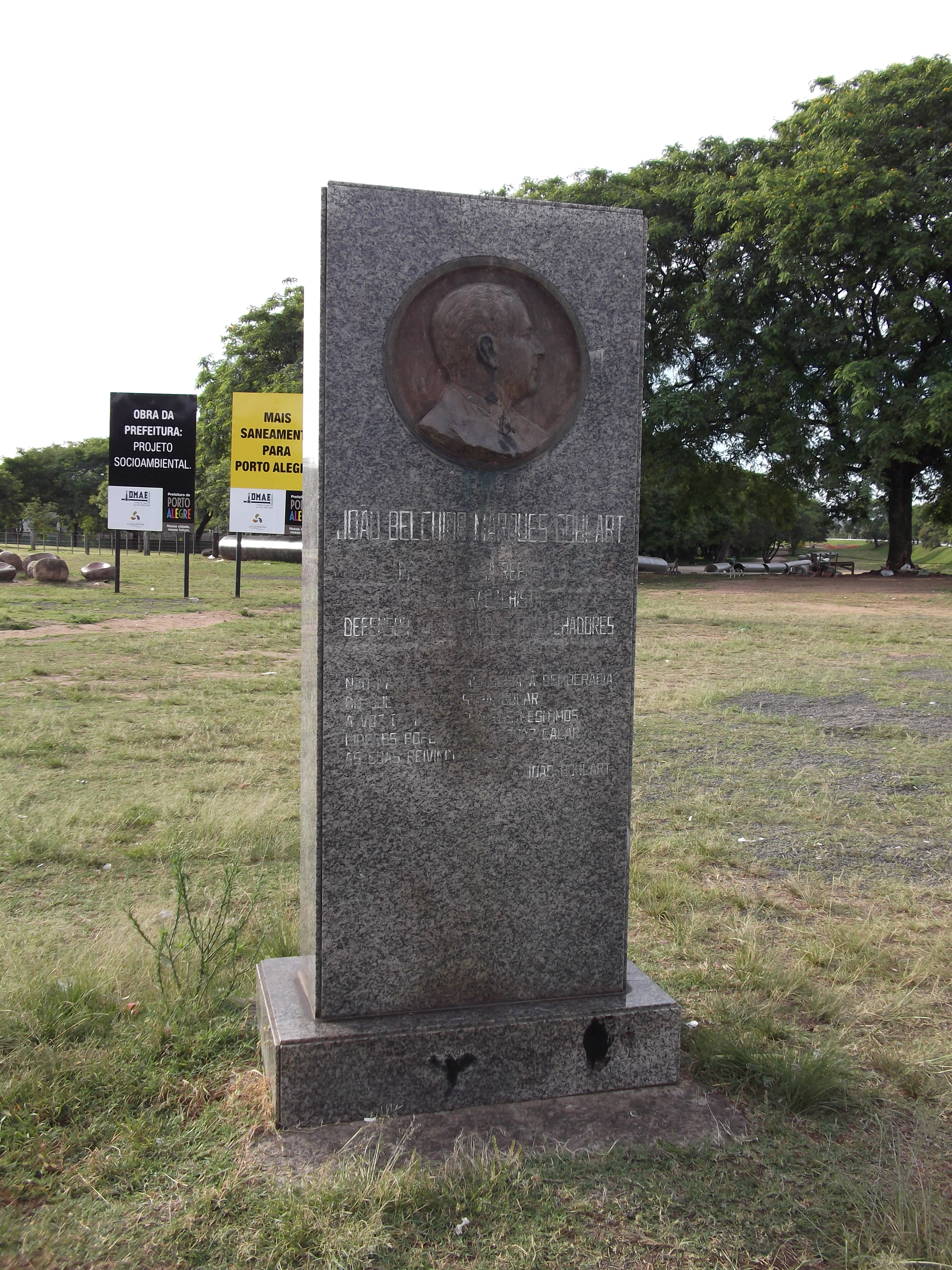
Monumento a Goulart, a Porto Alegre